# Khobótovo
Khobótovo (en rus: Хоботово) és un poble de l'óblast de Tambov, a Rússia, segons el cens del 2010 tenia 315 habitants.